# Adjuntas del Peñasco
Adjuntas del Peñasco är en ort i Mexiko.   Den ligger i kommunen General Enrique Estrada och delstaten Zacatecas, i den centrala delen av landet, 500 km nordväst om huvudstaden Mexico City. Adjuntas del Peñasco ligger 2 261 meter över havet och antalet invånare är 515.
Terrängen runt Adjuntas del Peñasco är lite kuperad, och sluttar brant österut. Runt Adjuntas del Peñasco är det ganska tätbefolkat, med 96 invånare per kvadratkilometer. Närmaste större samhälle är Víctor Rosales, 14,9 km öster om Adjuntas del Peñasco. Trakten runt Adjuntas del Peñasco består till största delen av jordbruksmark.